# Milano Challenger 2003
Il Milano Challenger 2003, noto anche come Jameson Cup per motivi di sponsorizzazione, è stato un torneo di tennis facente parte della categoria ATP Challenger Series nell'ambito dell'ATP Challenger Series 2003. Il torneo si è giocato a Milano in Italia dal 24 al 30 novembre 2003 su campi in sintetico indoor.

## Vincitori

### Singolare
Dennis van Scheppingen ha battuto in finale  Vladimir Volčkov con il punteggio di 5–7, 6–4, 7–6(5)

### Doppio
Davide Sanguinetti /  Takao Suzuki hanno battuto in finale  Mariusz Fyrstenberg /  Marcin Matkowski con il punteggio di 6–4, 7–5